# I Don't Love You
I Don't Love You (2 april 2007) är den tredje singeln från My Chemical Romances album The Black Parade. I musikvideon ser man en tjej och en kille som är tillsammans. Killen är svart och tjejen är vit.